# Feel My Pain
「Feel My Pain」（フィール・マイ・ペイン）は、HEY-SMITHの楽曲。2作目のデジタル配信限定シングルとして、2024年8月14日に各音楽配信サービスにてポニーキャニオンからリリースされた。

## 概要
前作『Be The One』から約3年ぶりのリリースとなり、メジャーデビュー以降初のデジタルシングルとなる。
本楽曲は、アニメ『ケンガンアシュラ Season2 Part.2』オープニングテーマとして書き下ろした楽曲となっており、2024年8月23日にBad Time RECORDSからLP盤で発売された『Rest In Punk -World Edition-』に新曲として追加収録された。
2025年5月2日公開の映画『裏社員。-スパイやらせてもろてます‐』挿入歌にも決定した。

## 収録内容
| #         | タイトル         | 作詞・作曲・編曲 | 時間 |
| --------- | ---------------- | ---------------- | ---- |
| 1.        | 「Feel My Pain」 | 猪狩秀平         | 2:34 |
| 合計時間: | 合計時間:        | 合計時間:        | 2:34 |